# Cooperación Sur-Sur
El término cooperación Sur-Sur es utilizado por los políticos y académicos para describir el intercambio de recursos, tecnología y conocimiento entre países en desarrollo, también denominados países del Sur global.

## Historia
En 1978, las Naciones Unidas crearon la Unidad de Cooperación Sur-Sur para promover el comercio Sur-Sur y la colaboración entre sus agencias. Sin embargo, la idea de la cooperación Sur-Sur no comenzó a influir sobre el desarrollo hasta fines de la década de 1990.
A causa del ámbito geográfico a que se refiere, en la actualidad la cooperación Sur-Sur también es conocida como cooperación América del Sur-África (ASA). 
Hasta el momento, se han celebrado dos conferencias cumbre de cooperación ASA. La primera cumbre se celebró en 2006 en Abuya, Nigeria, con la participación de 53 delegados de África y 12 de América del Sur. La segunda reunión se realizó en septiembre de 2009 en la Isla Margarita, Venezuela. A ella concurrieron 49 jefes de Estado africanos y 12 jefes de Estado sudamericanos.
La cooperación Sur-Sur ha tenido cierto éxito en disminuir la dependencia de los programas de ayuda de los países desarrollados y en generar un cambio en el reparto internacional del poder.

## Alianza económica
Uno de los objetivos principales de la cooperación es reforzar y mejorar las relaciones económicas. Algunas de las áreas que estas naciones "sureñas" esperan mejorar incluyen inversiones conjuntas en energía y petróleo y un banco común. Entre otros acuerdos de comercio regionales alcanzados durante la cumbre de 2009 se encuentra la firma de un acuerdo entre Venezuela y Sudáfrica y un memorando de entendimiento con Sierra Leona para crear una compañía minera conjunta. Además Brasil ha desarrollado un cada vez más exitoso modelo de provisión de cooperación para el desarrollo por un monto que excede los 1000 millones de dólares por año (por encima de varios donantes tradicionales), el programa se concentra en capacidad técnica y transferencia de conocimiento y habilidades. La mayor parte de la ayuda brasileña se destina a África, especialmente a los países africanos de lengua portuguesa, y a América Latina. El modelo seguido por Brasil de ayuda de desarrollo Sur-Sur ha sido denominado el 'embrión de un modelo global'.
Entre los dos continentes suman un cuarto de las reservas energéticas mundiales. Esto incluye reservas de petróleo y gas en Bolivia, Brasil, Ecuador, Venezuela, Argelia, Angola, Libia, Nigeria, Chad, Gabón y Guinea Ecuatorial.